# Sericesthis antennalis
Sericesthis antennalis är en skalbaggsart som beskrevs av Blackburn 1907. Sericesthis antennalis ingår i släktet Sericesthis och familjen Melolonthidae. Inga underarter finns listade i Catalogue of Life.